# ジグソー (工具)

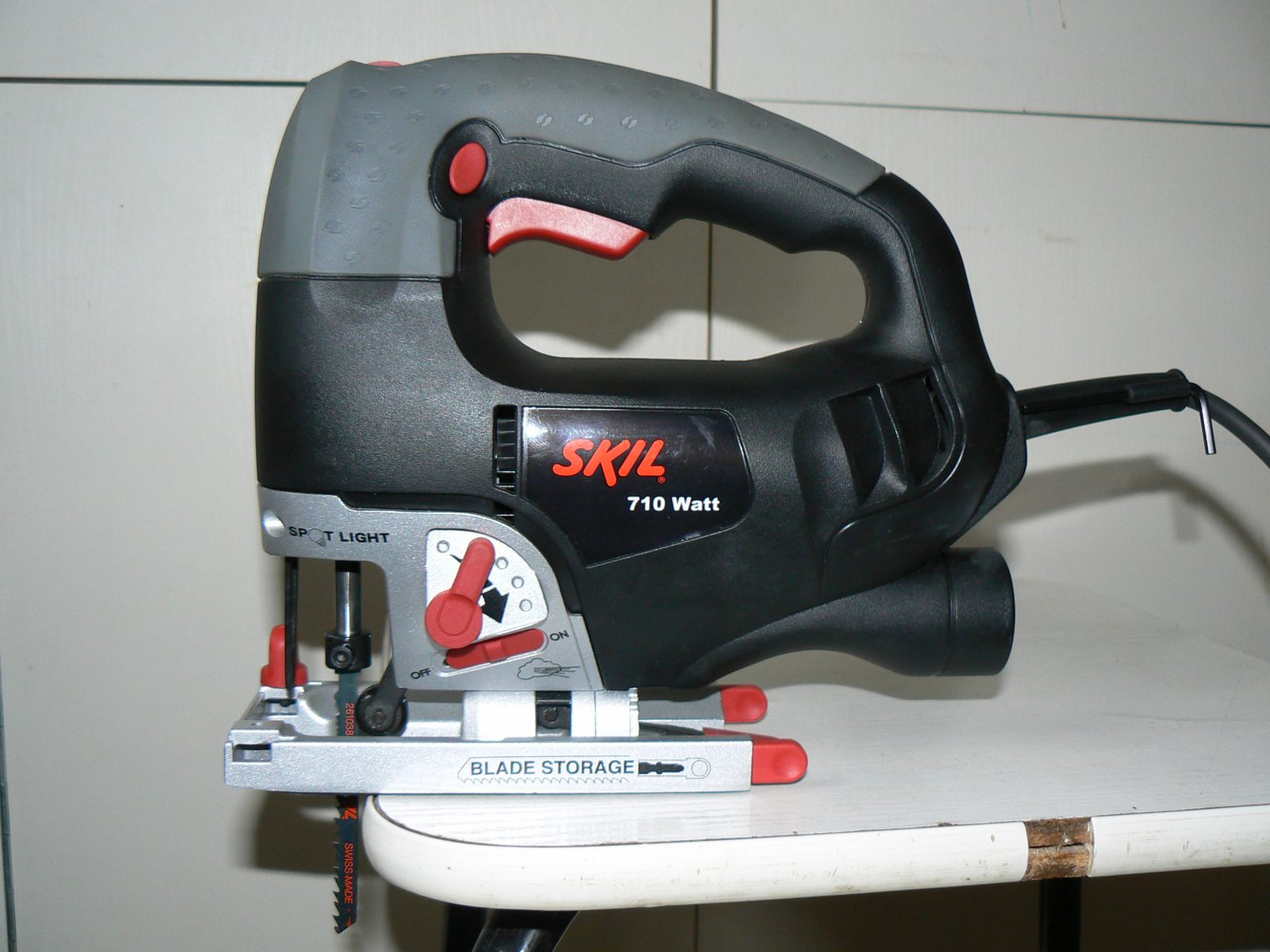
Skil社の電動ジグソー

ジグソー（英語: jigsaw）とは、工具であり、電動鋸（のこぎり）の一種である。過去には、現在の分類で糸のこ盤と呼ばれているものもジグソー (Jigsaw) と呼んでいたが、現在ではジグソーと言えば往復運動片持ちブレード方式の電動切断工具を示す。同様の機能を持ったものとしては、レシプロソーが挙げられる。
幅の細い刃により、切り進みながら自由に方向を変えることが可能であり、曲線切りや直切りなど、通常の鋸より細かい加工も可能である。
刃の切れ味が悪くなった場合には、目立てや研ぎは行わず、鋸刃そのものを交換する。

## 歴史
電動ジグソーは、1946年スイスのAlbert Kaufmannによって発明された。発明当時は、ミシンにブレードを取付けた構造で設計されたものを、Lesto jigsawの商品名で販売している。1954年にKaufmannの会社はボッシュ(Bosch)に買収され、1966年にボッシュは揺動機構を追加している  。

## 機能
ジグソーは、ブレードと呼ばれる細い鋸刃を上下に往復運動させて切断を行なう電動工具である。切断は、曲線切りを得意とし直線切りも切り抜きも可能である。専用の鋸刃に換えることにより木材・金属・樹脂等の切断ができる。より細かい細工を必要とする場合は、糸のこ盤(Scroll Saw)が良い。ジグソーは工具を手で持って移動させるのに対し、糸鋸盤は材料を手で移動させて切断を行なうことが大きく異なる点である。糸鋸盤も速度制御や各種の糸鋸刃に交換することによってジグソー同様材料を切断することができる。建築現場では、機械が小形であり材料が固定で機械を移動させるジグソーの方が使い勝手が良く、多用されている。
ジグソーブレードの往復速度はレシプロソー同様にストローク数を約0～3,000min-1（回／分）(SPM)としている物が多く、電子制御フィードバック機能付きスピードコントローラにより切断速度を被切断材に適切なストローク数に設定ができる機能、トリガースイッチの引き具合で速度を調整できる機能もある。ブレードを切断方向に対して前後にしゃくりあげるオービタル機構付の機種もある。交流電源式が主流であるが、近年充電式の直流電源式（充電工具）も新機種が次々と発売されている。切断作業を容易にするオプションも多く揃っている。

## 操作方法
ジグソーは、必ずブレードを作動させてから材料に当てること。材料にブレードを当ててスイッチを入れると材料が跳ね上がることがある。切り始めの切断速度はゆっくりとし、ジグソーのベースで材料をしっかりと押し付けながら前進させる、押し付け力が少ないと材料が跳ね上がり綺麗に切断できないことになる。曲線部分の切断の場合は、オービタル機構はOFFにしておく。また、ブレードは片持ちであるので、作動中取付部から先端までブレードが曲がらないようにゆっくりと切り進まないと切断面が垂直にならない状態となる。特に厚い材料を切断する場合や曲線が小さいときは注意を要する。
角切り（かどぎり）では切り進む方向を変える位置に錐やドリルであらかじめ「休み穴」をあけておくと、鋸刃の折損を抑えることができる。初心者でも比較的簡単に扱えるが、手荒く扱うと刃が折れるため、注意が必要である。
ジグソーの切抜きでは、先にガイド穴をあけて切り始めるのが通常であるが、プランジカットという直接ブレードで切り込む方法もある。ジグソーのベース先端を材料にしっかり当て、そこを支点として作動しているブレードを徐々に材料に当てジグソーを傾けて食い込ませる。ブレードが材料を貫通後、ベースを材料に密着させて切り進める方法である。
ジグソーのベースを傾斜させることによって、材料を任意の角度に傾斜させて切ることができる。傾斜切りは、ジグソーを材料に押し付けにくいので平行ガイドを併用することを薦める。
樹脂材の切断時には、摩擦によるブレードの発熱に注意すること。摩擦熱でブレードと溶けた材料がくっついてしまうことがある。時々作業を中止してエアーや濡れた布でブレードを冷却すること。
金属の切断は、オービタル機能はOFFとしてゆっくりと切り進む、ブレードの摩擦熱を少なくするために長時間の連続作業はなるべく避け、時々切削油を流すと良い。切削油には冷却と潤滑を良くする効果がある。
； 各種オプション
- 平行ガイド - 材料の直線側面に平行に直線切りするときに使用する。円切りにも使用できる平行ガイドもある。
- ジャスティー - 角度定規でベースプレートの端を沿わせて任意の角度方向に直線切りができる。
- ソーテーブル - 裏側からジグソーを取付けてテーブルソーとして使用できる。

## ブレード

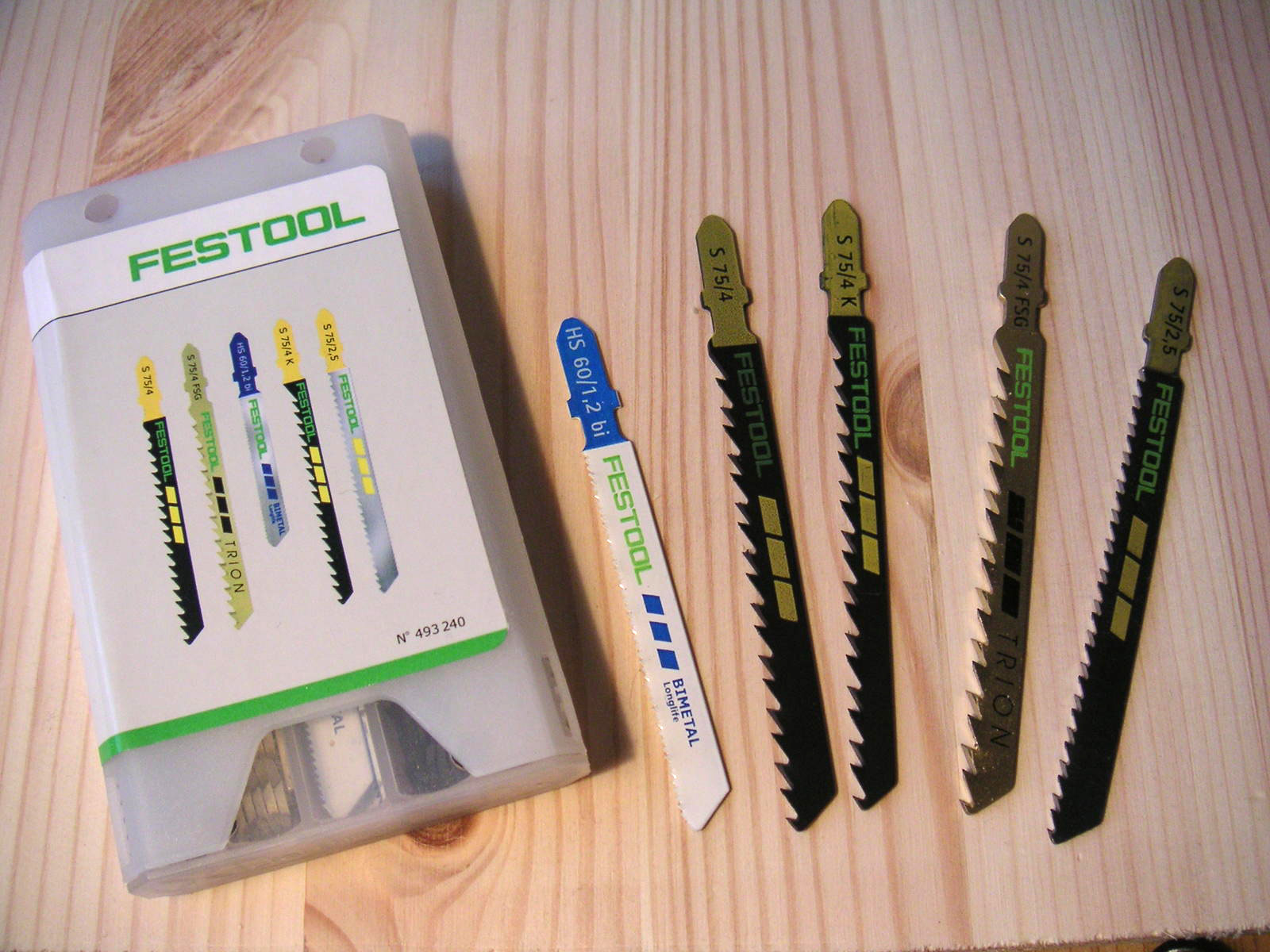
FESTOOL社の電動ジグソー用ブレード

ブレードは、切断材や目的に合わせて選択する。材質（ハイス・コバルトハイス・バイメタル・タングステンカーバイト・ダイヤモンド砥粒蒸着）や山数・刃厚・刃幅等の異なる替え刃が各種揃っている。切断対象材用として、アルミニウム・プラスチック用、金属用、ステンレス鋼用、木材（薄物）用、木材（厚物）用、木材引き回し切り用、木材毛羽立ち防止用、木材荒切り用、木材・合板高速切断用、タイル用、FRP用、ゴム用、皮革用などがある。
ブレードの取付部形状は、スタンダード型とT型の2タイプがあり機種によって使えるブレードが決まる。ブレードの軸への固定方法は、ワンタッチ式と六角レンチ式がある。ワンタッチ式は、レバー操作によりブレードの固定と解除ができる。六角レンチ式は、六角穴付きボルトでブレードを往復軸に脱着する。ブレードは、背側をローラーで保持されるのでローラーの溝に入るように取り付ける。

## オービタル機構
切断を速くしたいときには、オービタル調整スイッチでしゃくり上げの量を調整する。ジグソーでの切断は、丸鋸に比べて遅い。これを改善するためにブレードの動きを上下の往復運動に加え前後の動きをさせてブレードが楕円軌道を描くようにすると、材料をしゃくり上げることによって切断が速くできるようになる。この機能をオービタル機構と言う。切断速度が速く切断面も粗くなるので通常直線切りの場合に使用し、ゆっくりと行なう曲線切りの場合はオービタルスイッチをOFFにする。

## 主なメーカー
マキタ・工機ホールディングス・京セラインダストリアルツールズ・ボッシュ・ブラック&デッカー・Skil